# Goldman-Buschratte
Die Goldman-Buschratte (Neotoma goldmani) ist ein Nagetier aus der Gattung der Amerikanischen Buschratten (Neotoma). Es kommt in Mexiko vor. Das Artepitheton ehrt Edward Alphonso Goldman, der 1902 gemeinsam mit Edward William Nelson den Holotypus sammelte.

## Merkmale
Die Goldman-Buschratte ist eine kleine Buschratte, die eine Gesamtlänge von 265 bis 285 mm, eine Schwanzlänge von 113 bis 136 mm, eine Hinterfußlänge von 27 bis 31 mm und eine Ohrenlänge von 25 bis 29 mm erreicht. Die Oberseite ist grau-lederfarben, die Flanken ocker-lederfarben. Der Rücken ist mit schwarzspitzigen Haaren gesprenkelt, die vor allem am Hinterteil reichlich vorhanden sind. Kopf und Gesicht sind grau mit einer ocker-lederfarbenen Verwaschung an den Wangen. Die Unterseite und die Füße sind weiß. Der relativ kurze Schwanz kontrastiert durch eine dunkelbraune bis nahezu schwarze Oberseite und weiße Unterseite. Der Schädel ist klein, leicht und glatt abgerundet. Das Stirnbein ist interorbital abgeflacht, an der Vorderseite breit und nach hinten nicht erweitert. Das Nasenbein ist schmal keilförmig.

## Verbreitung und Lebensraum
Die Goldman-Buschratte kommt im mexikanischen Zentralplateau vom südöstlichen Chihuahua bis zum nordöstlichen Querétaro vor. Die Art ist in Fels- und Wüstenhabitaten in Höhenlagen zwischen 1.160 und 2.320 m zu finden.

## Lebensweise
Tragende Weibchen wurden im Spätmärz, im Juli und im August, säugende Weibchen im Juli und im August und juvenile Tiere im August, im September und im Oktober beobachtet. Die Nester werden aus Stöckchen und aus Gras in tiefen Spalten errichtet.

## Weblink
- Neotoma goldmani in der Roten Liste gefährdeter Arten der IUCN 2013.2. Eingestellt von: de Grammont, P.C. & Cuarón, A., 2008. Abgerufen am 22. Dezember 2013.